# Institut national des sciences appliquées de Rennes
O Institut national des sciences appliquées de Rennes (em Português, Instituto nacional das ciências aplicadas de Rennes) é uma grande école de engenheiros localizada em Rennes na França. Ela faz parte da rede dos INSAs, que forma todos os anos cerca de 12 % dos engenheiros franceses. Criado em 1966, esta universidade pública situa-se no campus de Beaulieu, no centro do Tecnopolo Rennes-Atalante, à leste de Rennes, sendo a maior grande école de engenheiros do Grade Oeste francês.
A universidade possui 1700 alunos e entrega 274 diplomas de engenheiro todos anos. Ela propõe uma formação de 5 anos, dos quais 2 anos correspondem ao tronco comum, permitindo em seguida uma especialização em seis departamentos diferentes.[carece de fontes?]
O INSA de Rennes é igualmente um centro de pesquisa, com 6 laboratórios, dos quais 5 são compartilhados com o CNRS, entre outras institutos. Duas escolas doutorais e sete masters são oferecidos.